# Władisław Borisow
Władisław Władimirowicz Borisow (ros. Владислав Владимирович Борисов, ur. 5 września 1978 w Narjan-Marze) – rosyjski kolarz torowy i szosowy, brązowy medalista torowych mistrzostw świata.

## Kariera
Pierwszy sukces w karierze Władisław Borisow osiągnął w 1996 roku, kiedy został mistrzem świata juniorów w wyścigu punktowym. W 1997 roku wygrał hiszpański wyścig szosowy - Vuelta Ciclista a la Comunidad de Madrid, a w 2002 roku austriacki Kettler Classic-Südkärnten. Jego największym osiągnięciem jest jednak zdobycie wspólnie z Aleksiejem Markowem, Eduardem Gricunem i Dienisem Smysłowem brązowego medalu w drużynowym wyścigu na dochodzenie podczas mistrzostw świata w Berlinie w 1999 roku. W tej samej konkurencji zajmował także ósme miejsce na igrzyskach olimpijskich w Sydney w 2000 roku i dziewiąte na igrzyskach w Atenach cztery lata później. W 2007 roku został mistrzem kraju w wyścigu ze startu wspólnego, a w 2011 roku wygrał marokański Challenge du Prince - Trophée de la Maison Royale.